# Hintergrundwissen
Hintergrundwissen sind Informationen, die zum Verständnis einer Situation oder eines Problems notwendig sind. Dies kann allgemeines Wissen und Kenntnis über die Welt und über die Gesellschaft sein, welches zur Bewältigung des Alltags notwendig ist. Es kann aber auch Fach-, Insider- oder Expertenwissen sein, welches zur Beantwortung von Problemen und Fragestellungen einer bestimmten Fachrichtung benötigt wird. Hintergrundwissen kann Ausdruck von Kompetenz sein und durch Recherche erlangt werden. In einer bestimmten Umgebung, zum Beispiel bei Diskussionen, kann man es als bekannt voraussetzen. Wenn man beispielsweise sagt: „Der Hund des Nachbarn ließ mich heute Nacht nicht schlafen!“, ist anzunehmen, dass der Hund so laut gebellt hat, dass Schlafen nicht möglich war.

## Hintergrundwissen und künstliche Intelligenz
Systemen künstlicher Intelligenz müssen mehr oder minder leistungsfähige Äquivalente zum diffusen allgemeinen Hintergrundwissen menschlicher Interaktionspartner erst „antrainiert“ werden. Es müssen also für Menschen evidente Sachverhalte wie die folgenden erst „erklärt“ werden:
- Als Abraham Lincoln in Washington war, war auch sein linker Fuß in Washington.
- Seine Kinder waren immer jünger als er.
- Nach seinem Tod blieb er tot, auch wenn seine Aussprachen weiter tradiert werden.

## Hintergrundwissen in der Datenverarbeitung
In der Digitalen Datenverarbeitung steht Hintergrundwissen im Gegensatz zu Vordergrundwissen. Vordergrundwissen wird in Zusammenhang mit Hintergrundwissen interpretiert. Tatsächlich kann das gesamte World Wide Web durch Datagathering als Quelle von Hintergrundwissen herangezogen werden. Im Semantic Web bzw. Linked Open Data Cloud wird mit Hilfe von Links aus Hintergrundwissen hingewiesen, die Datensätze der DBpedia und Geo Names stellen die wichtigste Quellen von allgemeinem Hintergrundwissen in der Linked Open Data Cloud dar.